# Sả có ria
Sả có ria (danh pháp hai phần: Actenoides bougainvillei) là một loài chim thuộc họ Sả (Alcedinidae), có tài liệu xếp vào họ Bồng chanh (Alcedinidae). Sả có ria phân bố ở Papua New Guinea và quần đảo Solomon. Môi trường sinh sống tự nhiên của nó là rừng núi cao nhiệt đới và cận nhiệt đới hoặc rừng đất thấp ẩm nhiệt đới và cận nhiệt đới. Nó bị đe dọa mất nơi sống.